# Хаггертіїт
Хаггертіїт — рідкісний мінерал барію, заліза та магнію, титанат: Ba(Fe2+6Ti5Mg)O19,. Вперше описаний у 1996 році у державному парку «Кратер діамантів» поблизу Мерфрісборо в окрузі Пайк, штат Арканзас.
Мінерал кристалізується в гексагональній системі і утворює крихітні гексагональні пластинки, пов'язані з рихтеритом та серпентинізованим олівіном мафічних ксенолітів у породі-господарі лампроїті.
Це багатий залізом(II) член групи магнітоплюмбітів. Має світло-сірий колір, непрозорий. Блиск металічний. Розрахункова твердість за шкалою Мооса — 5.
Названий на честь геофізика Стівена Е. Хаггерті (1938) з Флоридського міжнародного університету.